# Ziggy Stardust Tour
Pour les articles homonymes, voir Ziggy Stardust (homonymie).
Tournées par David Bowie
Diamond Dogs Tour
(1974)
Le Ziggy Stardust Tour est une tournée de David Bowie donnée entre février 1972 et juillet 1973 en promotion des albums The Rise and Fall of Ziggy Stardust and the Spiders from Mars et Aladdin Sane.

## Histoire
Durant cette tournée, Bowie incarne son personnage de Ziggy Stardust aux côtés de ses musiciens, les Spiders from Mars : le guitariste Mick Ronson, le bassiste Trevor Bolder et le batteur Mick Woodmansey. Ils arborent des costumes inspirés des droogies du film Orange mécanique. Bien que leur premier concert prenne place dès le 29 janvier 1972 au Friars Club d'Aylesbury, la tournée à proprement parler ne débute que quelques jours plus tard, le 10 février au Toby Jug, un pub de Tolworth, dans la banlieue de Londres.

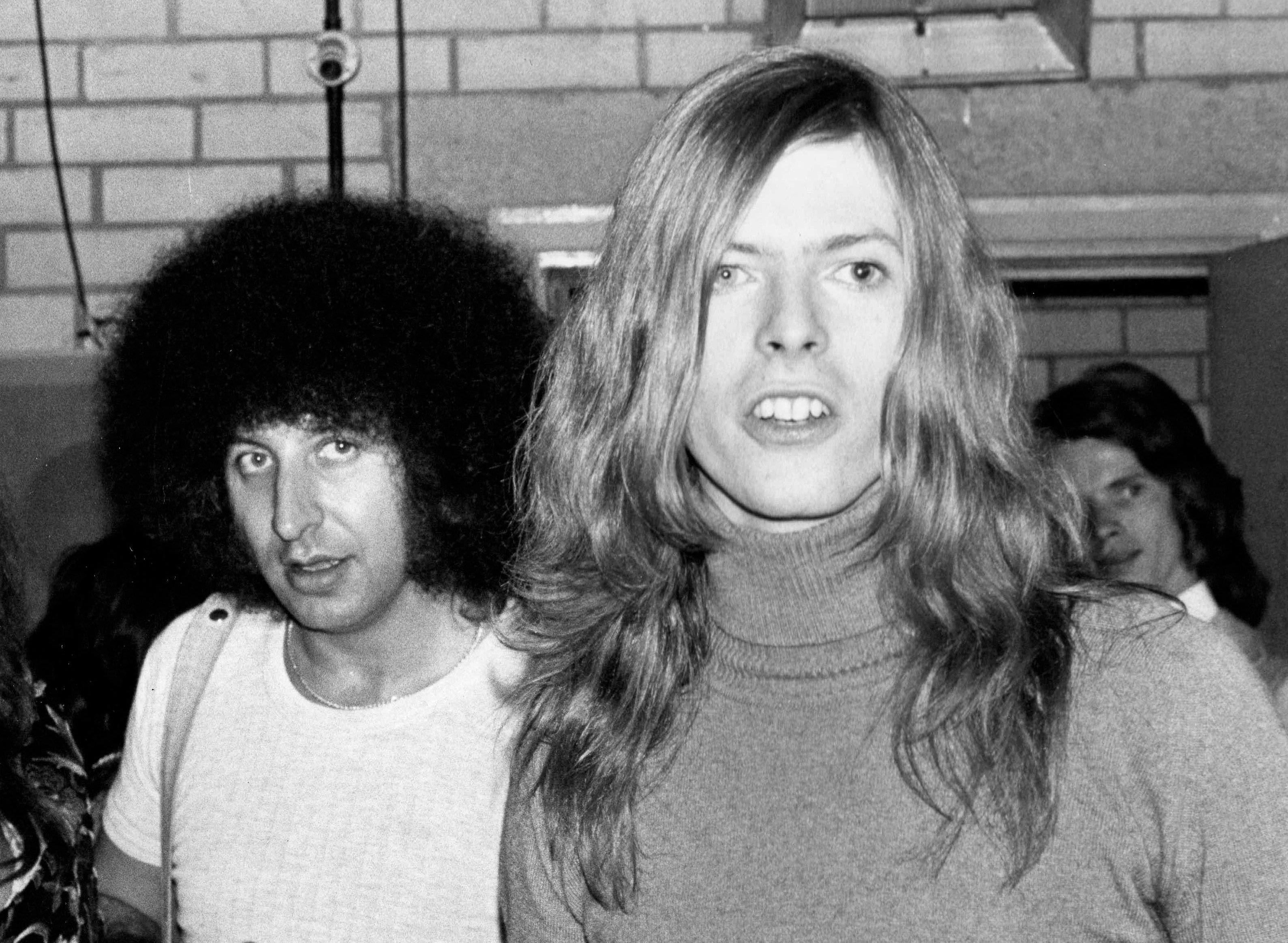
David Bowie avec son imprésario Tony Defries en 1971.

Durant la première partie de la tournée, le quatuor est accompagné par le pianiste Nicky Graham, un ancien membre de Tucky Buzzard (en) qui a déjà joué avec Bowie en 1971. Il est renvoyé par son imprésario Tony Defries à la suite d'une dispute avec Angie, la femme du chanteur. Il est remplacé par Matthew Fisher (ex-Procol Harum) pour les concerts des 19 et 20 août au Rainbow Theatre, puis par Robin Lumley pour les dernières dates britanniques du premier segment de la tournée, qui s'achève le 7 septembre.
Bowie et son groupe prennent ensuite la direction des États-Unis qu'ils sillonnent pendant tout l'automne. Un nouveau claviériste est engagé, le pianiste de jazz américain Mike Garson, qui accompagne Bowie jusqu'à la fin de la tournée et à plusieurs moments durant le reste de sa carrière. Plusieurs chansons de l'album Aladdin Sane sont écrites durant cette période en réaction au spectacle offert à Bowie par les États-Unis, pays qui le fascine depuis l'enfance. Ce deuxième segment de la tournée prend fin le 2 décembre.
Après une poignée de concerts en Angleterre et en Écosse pour terminer 1972 et entamer 1973, Bowie repart aux États-Unis pour une nouvelle tournée américaine. Son groupe s'enrichit à cette occasion de quatre musiciens supplémentaires : le guitariste John Hutchinson, le choriste Geoff MacCormack et les saxophonistes Ken Fordham et Brian Wilshaw. La tournée se prolonge au Japon au mois d'avril, puis au Royaume-Uni de mai à juillet. Elle s'achève sur une déclaration sensationnelle de Bowie lors du concert du 3 juillet au Hammersmith Odeon de Londres. Juste avant d'entamer Rock 'n' Roll Suicide, il déclare : « Il s'agit non seulement du dernier concert de la tournée, mais c'est aussi le dernier concert que nous ferons jamais. »

## Musiciens
- David Bowie : chant, guitare, harmonica, saxophone
- Mick Ronson : guitare solo, chœurs
- Trevor Bolder : basse
- Mick Woodmansey : batterie
- Nicky Graham : piano (du 10 février au 15 juillet 1972)
- Matthew Fisher : piano (19 et 20 août 1972)
- Robin Lumley : piano (du 27 août au 7 septembre 1972)
- Mike Garson : piano, mellotron, orgue (à partir du 22 septembre 1972)
- John Hutchinson : guitare rythmique, guitare 12 cordes (à partir du 14 février 1973)
- Geoff MacCormack : chœurs, percussions (à partir du 14 février 1973)
- Ken Fordham : saxophone (à partir du 14 février 1973)
- Brian Wilshaw : saxophone, flûte (à partir du 14 février 1973)

## Dates

### Au Royaume-Uni (février-septembre 1972)
| Date               | Ville               | Salle                         | Remarques                                                                  |
| ------------------ | ------------------- | ----------------------------- | -------------------------------------------------------------------------- |
| 29 janvier 1972    | Aylesbury           | Friars Club                   | Premier concert en costume de Ziggy Stardust, mais pas encore sous ce nom. |
| 10 février 1972    | Tolworth            | Toby Jug                      | Premier concert de la tournée.                                             |
| 11 février 1972    | High Wycombe        | Town Hall                     |                                                                            |
| 12 février 1972    | Londres             | Imperial College              |                                                                            |
| 14 février 1972    | Brighton            | Brighton Dome (en)            |                                                                            |
| 18 février 1972    | Sheffield           | Université de Sheffield       |                                                                            |
| 23 février 1972    | Chichester          | Chichester College (en)       | Concert annulé d'après Cann, pas d'après Pegg                              |
| 24 février 1972    | Wallington          | Public Hall                   |                                                                            |
| 25 février 1972    | Eltham              | Avery Hill College            |                                                                            |
| 26 février 1972    | Sutton Coldfield    | Belfry Hotel                  |                                                                            |
| 28 février 1972    | Glasgow             | Glasgow City Hall (en)        | Concert annulé.                                                            |
| 29 février 1972    | Sunderland          | Locarno Ballroom (en)         | Concert annulé.                                                            |
| 1er mars 1972      | Bristol             | Université de Bristol         |                                                                            |
| 4 mars 1972        | Southsea            | South Parade Pier             |                                                                            |
| 7 mars 1972        | Yeovil              | Yeovil College                |                                                                            |
| 11 mars 1972       | Southampton         | Guildhall (en)                |                                                                            |
| 14 mars 1972       | Bournemouth         | Chelsea Village               |                                                                            |
| 18 mars 1972       | Birmingham          | Town Hall                     |                                                                            |
| 24 mars 1972       | Newcastle upon Tyne | Mayfair Ballroom              |                                                                            |
| 17 avril 1972      | Gravesend           | New Lord's Club               |                                                                            |
| 20 avril 1972      | Harlow              | The Playhouse                 |                                                                            |
| 21 avril 1972      | Manchester          | Free Trade Hall               |                                                                            |
| 29 avril 1972      | High Wycombe        | Town Hall                     | Concert annulé.                                                            |
| 30 avril 1972      | Plymouth            | Guildhall                     |                                                                            |
| 3 mai 1972         | Aberystwyth         | Université d'Aberystwyth      |                                                                            |
| 6 mai 1972         | Londres             | Kingston Polytechnic          |                                                                            |
| 7 mai 1972         | Hemel Hempstead     | Pavilion                      |                                                                            |
| 11 mai 1972        | Worthing            | Worthing Assembly Hall        |                                                                            |
| 12 mai 1972        | Londres             | Polytechnic of Central London |                                                                            |
| 13 mai 1972        | Slough              | Technical College             |                                                                            |
| 19 mai 1972        | Oxford              | Oxford Polytechnic            |                                                                            |
| 20 mai 1972        | Oxford              | Oxford Polytechnic            |                                                                            |
| 25 mai 1972        | Bournemouth         | Chelsea Village               |                                                                            |
| 27 mai 1972        | Epsom               | Ebbisham                      |                                                                            |
| 2 juin 1972        | Newcastle upon Tyne | City Hall (en)                |                                                                            |
| 3 juin 1972        | Liverpool           | Liverpool Stadium (en)        |                                                                            |
| 4 juin 1972        | Preston             | Public Hall                   |                                                                            |
| 6 juin 1972        | Bradford            | St George's Hall (en)         |                                                                            |
| 7 juin 1972        | Sheffield           | City Hall (en)                |                                                                            |
| 8 juin 1972        | Middlesbrough       | Town Hall                     |                                                                            |
| 13 juin 1972       | Bristol             | Colston Hall                  |                                                                            |
| 16 juin 1972       | Torquay             | Town Hall                     |                                                                            |
| 17 juin 1972       | Oxford              | Town Hall                     |                                                                            |
| 19 juin 1972       | Southampton         | Guildhall (en)                |                                                                            |
| 21 juin 1972       | Dunstable           | Civic Hall                    |                                                                            |
| 24 juin 1972       | Guildford           | Civic Hall (en)               |                                                                            |
| 25 juin 1972       | Croydon             | Greyhound                     |                                                                            |
| 30 juin 1972       | High Wycombe        | Queen's Hall                  | Concert annulé.                                                            |
| 1er juillet 1972   | Weston-super-Mare   | Winter Gardens Pavilion       |                                                                            |
| 2 juillet 1972     | Torquay             | Rainbow Pavilion              |                                                                            |
| 8 juillet 1972     | Londres             | Royal Festival Hall           |                                                                            |
| 14 juillet 1972    | Londres             | King's Cross Cinema           |                                                                            |
| 15 juillet 1972    | Aylesbury           | Friar's Club                  |                                                                            |
| 19 août 1972       | Londres             | Rainbow Theatre               |                                                                            |
| 20 août 1972       | Londres             | Rainbow Theatre               |                                                                            |
| 27 août 1972       | Bristol             | Locarno Electric Village      |                                                                            |
| 30 août 1972       | Londres             | Rainbow Theatre               |                                                                            |
| 31 août 1972       | Boscombe            | Royal Ballroom                |                                                                            |
| 1er septembre 1972 | Doncaster           | Top Rank Suite (en)           |                                                                            |
| 2 septembre 1972   | Manchester          | Hard Rock                     |                                                                            |
| 3 septembre 1972   | Manchester          | Hard Rock                     |                                                                            |
| 4 septembre 1972   | Liverpool           | Top Rank Suite (en)           |                                                                            |
| 5 septembre 1972   | Sunderland          | Top Rank Suite (en)           |                                                                            |
| 6 septembre 1972   | Sheffield           | Top Rank Suite (en)           |                                                                            |
| 7 septembre 1972   | Hanley              | Top Rank Suite (en)           |                                                                            |

### Aux États-Unis (septembre-décembre 1972)
| Date              | Ville               | Salle                     | Remarques |
| ----------------- | ------------------- | ------------------------- | --- |
| 22 septembre 1972 | Cleveland           | Music Hall (en)           | |
| 24 septembre 1972 | Memphis             | Ellis Auditorium (en)     | |
| 28 septembre 1972 | New York            | Carnegie Hall             | |
| 1er octobre 1972  | Boston              | Music Hall (en)           | Trois chansons de ce concert figurent dans Sound + Vision et, avec une quatrième, dans la réédition de 2003 de Aladdin Sane. |
| 7 octobre 1972    | Chicago             | Auditorium Theatre (en)   | |
| 8 octobre 1972    | Détroit             | Fisher Theater            | |
| 10 octobre 1972   | St. Louis           | Kiel Auditorium           | |
| 11 octobre 1972   | St. Louis           | Kiel Auditorium           | |
| 15 octobre 1972   | Kansas City         | Memorial Hall (en)        | |
| 20 octobre 1972   | Santa Monica        | Civic Auditorium (en)     | L'album Live Santa Monica '72 est tiré de ce concert.                                                                        |
| 21 octobre 1972   | Santa Monica        | Civic Auditorium (en)     | |
| 27 octobre 1972   | San Francisco       | Winterland Ballroom       | |
| 28 octobre 1972   | San Francisco       | Winterland Ballroom       | |
| 31 octobre 1972   | Seattle             | Paramount Theatre         | |
| 1er novembre 1972 | Seattle             | Paramount Theatre         | |
| 4 novembre 1972   | Phoenix             | Celebrity Theatre (en)    | |
| 5 novembre 1972   | Phoenix             | Celebrity Theatre (en)    | |
| 11 novembre 1972  | Dallas              | Majestic Theater (en)     | |
| 12 novembre 1972  | Houston             | Music Hall (en)           | |
| 14 novembre 1972  | La Nouvelle-Orléans | Université Loyola         | |
| 17 novembre 1972  | Dania               | Pirates World (en)        | |
| 20 novembre 1972  | Nashville           | Municipal Auditorium (en) | |
| 22 novembre 1972  | La Nouvelle-Orléans | The Warehouse             | |
| 25 novembre 1972  | Cleveland           | Public Auditorium (en)    | Une chanson de ce concert figure dans la réédition de 2003 de Aladdin Sane.                                                  |
| 26 novembre 1972  | Cleveland           | Public Auditorium (en)    | |
| 28 novembre 1972  | Pittsburgh          | Stanley Theatre (en)      | |
| 30 novembre 1972  | Upper Darby         | Tower Theater (en)        | |
| 1er décembre 1972 | Upper Darby         | Tower Theater (en)        | |
| 2 décembre 1972   | Upper Darby         | Tower Theater (en)        | |

### Au Royaume-Uni (décembre 1972 – janvier 1973)
| Date             | Ville               | Salle                  | Remarques                   |
| ---------------- | ------------------- | ---------------------- | --------------------------- |
| 23 décembre 1972 | Londres             | Rainbow Theatre        |                             |
| 24 décembre 1972 | Londres             | Rainbow Theatre        |                             |
| 28 décembre 1972 | Manchester          | Hard Rock              |                             |
| 29 décembre 1972 | Manchester          | Hard Rock              |                             |
| 5 janvier 1973   | Glasgow             | Green's Playhouse (en) | Deux concerts le même jour. |
| 6 janvier 1973   | Édimbourg           | Empire Theatre         |                             |
| 7 janvier 1973   | Newcastle upon Tyne | City Hall (en)         |                             |
| 9 janvier 1973   | Preston             | Guild Hall (en)        |                             |

### Aux États-Unis (février-mars 1973)
| Date            | Ville       | Salle                        | Remarques                   |
| --------------- | ----------- | ---------------------------- | --------------------------- |
| 14 février 1973 | New York    | Radio City Music Hall        |                             |
| 15 février 1973 | New York    | Radio City Music Hall        |                             |
| 16 février 1973 | Upper Darby | Tower Theater (en)           |                             |
| 17 février 1973 | Upper Darby | Tower Theater (en)           | Deux concerts le même jour. |
| 18 février 1973 | Upper Darby | Tower Theater (en)           | Deux concerts le même jour. |
| 19 février 1973 | Upper Darby | Tower Theater (en)           | Deux concerts le même jour. |
| 23 février 1973 | Nashville   | War Memorial Auditorium (en) |                             |
| 25 février 1973 | Memphis     | Ellis Auditorium (en)        | Deux concerts le même jour. |
| 1er mars 1973   | Détroit     | Detroit Masonic Temple       |                             |
| 2 mars 1973     | Détroit     | Detroit Masonic Temple       |                             |
| 10 mars 1973    | Long Beach  | Long Beach Arena             |                             |
| 12 mars 1973    | Hollywood   | Hollywood Palladium          |                             |

### Au Japon (avril 1973)
| Date          | Ville     | Salle                        | Remarques                          |
| ------------- | --------- | ---------------------------- | ---------------------------------- |
| 8 avril 1973  | Tokyo     | Shinjuku Kōsei Nenkin Kaikan | Premier concert de Bowie au Japon. |
| 10 avril 1973 | Tokyo     | Shinjuku Kōsei Nenkin Kaikan |                                    |
| 11 avril 1973 | Tokyo     | Shinjuku Kōsei Nenkin Kaikan |                                    |
| 12 avril 1973 | Nagoya    | Kokaido                      |                                    |
| 14 avril 1973 | Hiroshima | Yubin Chokin Kaikan          |                                    |
| 16 avril 1973 | Kobe      | Kobe Kokusai Kaikan          |                                    |
| 17 avril 1973 | Osaka     | Kōsei Nenkin Kaikan          |                                    |
| 18 avril 1973 | Tokyo     | Shibuya Kōkaidō              |                                    |
| 20 avril 1973 | Tokyo     | Shibuya Kōkaidō              |                                    |

### Au Royaume-Uni (mai-juillet 1973)
| Date           | Ville               | Salle                    | Remarques |
| -------------- | ------------------- | ------------------------ | --- |
| 12 mai 1973    | Londres             | Earl's Court             | |
| 16 mai 1973    | Aberdeen            | Aberdeen Music Hall (en) | Deux concerts le même jour. |
| 17 mai 1973    | Dundee              | Caird Hall               | |
| 18 mai 1973    | Glasgow             | Green's Playhouse (en)   | Deux concerts le même jour. |
| 19 mai 1973    | Édimbourg           | Empire Theatre           | |
| 21 mai 1973    | Norwich             | Theatre Royal            | Deux concerts le même jour. |
| 22 mai 1973    | Romford             | Odeon Theatre            | |
| 23 mai 1973    | Brighton            | Brighton Dome (en)       | Deux concerts le même jour. |
| 24 mai 1973    | Lewisham            | Lewisham Odeon (en)      | |
| 25 mai 1973    | Bournemouth         | Winter Gardens (en)      | |
| 27 mai 1973    | Guildford           | Civic Hall (en)          | Deux concerts le même jour. |
| 28 mai 1973    | Wolverhampton       | Civic Hall (en)          | |
| 29 mai 1973    | Hanley              | Victoria Hall (en)       | |
| 30 mai 1973    | Oxford              | New Theatre Oxford (en)  | |
| 31 mai 1973    | Blackburn           | King George's Hall (en)  | |
| 1er juin 1973  | Bradford            | St George's Hall (en)    | |
| 2 juin 1973    | Leeds               | Université de Leeds      | Concert annulé. |
| 3 juin 1973    | Coventry            | New Theatre              | |
| 4 juin 1973    | Worcester           | Gaumont Theatre          | |
| 6 juin 1973    | Sheffield           | City Hall (en)           | Deux concerts le même jour. |
| 7 juin 1973    | Manchester          | Free Trade Hall          | Deux concerts le même jour. |
| 8 juin 1973    | Newcastle upon Tyne | City Hall (en)           | Deux concerts le même jour. |
| 9 juin 1973    | Preston             | Guild Hall (en)          | |
| 10 juin 1973   | Liverpool           | Empire Theatre           | Deux concerts le même jour. |
| 11 juin 1973   | Leicester           | De Montfort Hall         | |
| 12 juin 1973   | Chatham             | Central Hall             | Deux concerts le même jour. |
| 13 juin 1973   | Kilburn             | Gaumont Theatre          | |
| 14 juin 1973   | Salisbury           | City Hall                | |
| 15 juin 1973   | Taunton             | Odeon                    | Deux concerts le même jour. |
| 16 juin 1973   | Torquay             | Town Hall                | Deux concerts le même jour. |
| 18 juin 1973   | Bristol             | Colston Hall (en)        | Deux concerts le même jour. |
| 19 juin 1973   | Southampton         | Guildhall (en)           | |
| 21 juin 1973   | Birmingham          | Town Hall                | Deux concerts le même jour. |
| 22 juin 1973   | Birmingham          | Town Hall                | Deux concerts le même jour. |
| 23 juin 1973   | Boston              | Gliderdrome              | |
| 24 juin 1973   | Croydon             | Fairfield Halls          | Deux concerts le même jour. |
| 25 juin 1973   | Oxford              | New Theatre (en)         | Deux concerts le même jour. |
| 26 juin 1973   | Oxford              | New Theatre (en)         | |
| 27 juin 1973   | Doncaster           | Top Rank Suite (en)      | |
| 28 juin 1973   | Bridlington         | Spa Ballroom             | |
| 29 juin 1973   | Leeds               | Rolarena                 | Deux concerts le même jour. |
| 30 juin 1973   | Newcastle upon Tyne | City Hall (en)           | Deux concerts le même jour. |
| 2 juillet 1973 | Londres             | Hammersmith Odeon        | |
| 3 juillet 1973 | Londres             | Hammersmith Odeon        | Avec Jeff Beck à la guitare, invité sur 3 morceaux du concert. Le film Ziggy Stardust and the Spiders from Mars et l'album Ziggy Stardust: The Motion Picture proviennent de ce concert. |

## Chansons jouées
- De Space Oddity : Space Oddity, Wild Eyed Boy from Freecloud, Memory of a Free Festival
- De The Man Who Sold the World : The Width of a Circle, The Supermen
- De Hunky Dory : Changes, Oh! You Pretty Things, Life on Mars?, Quicksand, Andy Warhol, Song for Bob Dylan, Queen Bitch
- De The Rise and Fall of Ziggy Stardust and the Spiders from Mars : Five Years, Soul Love, Moonage Daydream, Starman, Lady Stardust, Hang On to Yourself, Ziggy Stardust, Suffragette City, Rock 'n' Roll Suicide
- De Aladdin Sane : Watch That Man, Aladdin Sane (1913–1938–197?), Drive-In Saturday, Panic in Detroit, Cracked Actor, Time, The Prettiest Star, Let's Spend the Night Together, The Jean Genie
- Autres chansons de Bowie : All the Young Dudes, John, I'm Only Dancing
- Reprises d'autres artistes : Amsterdam (Jacques Brel), Around and Around (Chuck Berry), I Can't Explain (The Who), I Feel Free (Cream), Waiting for the Man (The Velvet Underground), Love Me Do (The Beatles), My Death (Jacques Brel), Sweet Jane (The Velvet Underground), This Boy (The Beatles), White Light/White Heat (The Velvet Underground)